# Thész Gabriella
Thész Gabriella (1949. április 1. –) Liszt Ferenc-díjas  magyar karnagy, érdemes művész.

## Életpályája
A budapesti Liszt Ferenc Zeneművészeti Főiskola Középiskolai Énektanár és Karvezető Tanszakán diplomázott 1973-ban. Ezzel egy időben a Tanárképző Tagozaton zongoratanári diplomát szerzett. Kezdettől fogva a tanít és a kórust vezet együttesen. Sokszor vett részt külföldön és különböző egyetemek zenetanárképző munkájában, 1976-ban az amerikai Kodály Intézetben (Wellesley, Massachusetts), és a Bostoni New England Konzervatóriumban is, ahol szolfézst tanított. 1988-ban a Holy Names College-ben volt tanár. Szemináriumokat, előadásokat tart számos országban, pl. az Egyesült Államokban, Ausztráliában és Európában. 1991-ben és 1995-ben az amerikai Kodály Tanárok Konferenciáján San Franciscoban és Columbusban (Ohio, USA) a Nemzeti Gyermekkórus meghívott karmestere. Számos hazai és nemzetközi kórusverseny zsűritagja. 1975-től 1994-ig a Liszt Ferenc Zeneművészeti Főiskola gyakorlatvezető tanára. 1992 óta a Liszt Ferenc Zeneművészeti Főiskola Tanárképző Tagozat karvezetéstanára, 1985-től a Magyar Rádió Gyermekkórusának tanára és karnagya, 1995-től 2012-ig vezető karnagya.
Férje Bodnár István televíziós rendező volt, aki 2008-ban hunyt el.

### Díjai, elismerései
- 2004 Liszt Ferenc-díj
- 2005 Bartók–Pásztory-díj
- 2006 Pro Renovanda Cultura Hungariae Kodály-díj
- 2010 Érdemes művész
- 2010 Prima díj